# Alfred Plauzeau

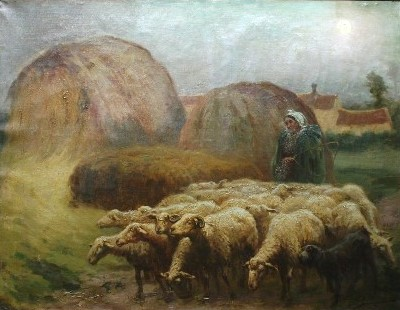
La pastorella, 1900 circa

Alfred Plauzeau (Avanton, 1875 – Hendaye, 1918) è stato un pittore francese, originario della regione di Poitiers.

## Biografia

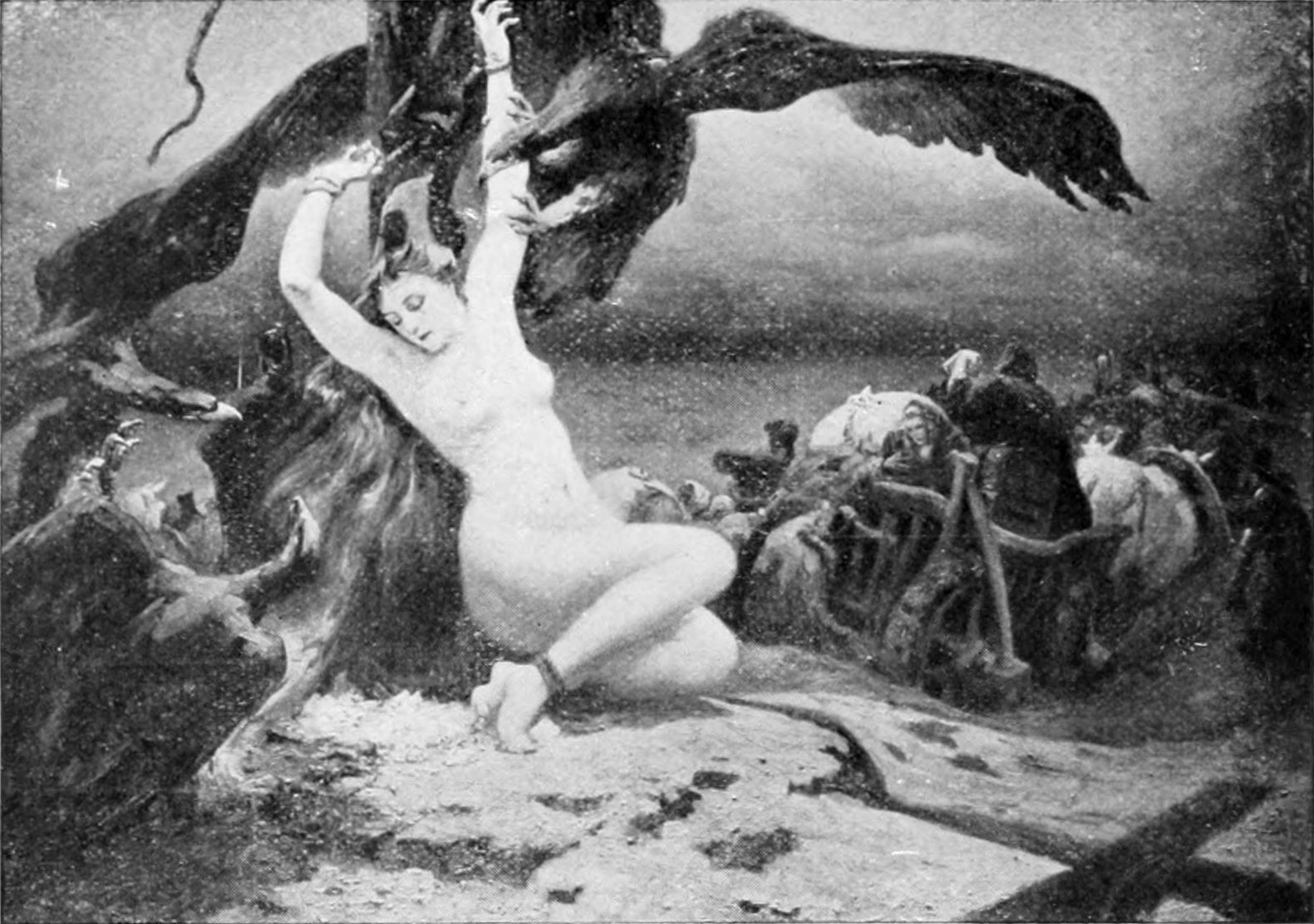
Allegoria della Polonia, 1904 circa

Grazie a una borsa di studio del consiglio municipale di Poitiers, nel 1897 entrò alla scuola di belle arti di Parigi, dove studiò presso Jean-Léon Gérôme. Dipinse delle scene di genere (mercati, contadini) della regione poitevina. Fu anche un pittore di storia, un ritrattista e realizzò delle opere religiose: a lui si devono degli schizzi per alcuni affreschi che dovevano decorare la chiesa di San Giovanni di Montmartre.
Alcune opere risentono del classicismo accademico insegnatogli dal Gérôme (come nella Fanciulla prigioniera e nell'opera derivata Allegoria della Polonia, nella quale una fanciulla polacca viene attaccata dalle aquile della Russia, dell'Austria e della Prussia), mentre altre sono influenzate dall'arte simbolista, come la tela Dante e Virgilio sulla riva del Purgatorio, che raffigura un episodio tratto dalla seconda cantica della Divina Commedia.
Espose al Salone degli artisti francesi (Salon des artistes français) dall'anno 1900 e ne divenne un socio nel 1904. Morì nel 1918 all'età di 43 anni, mentre era mobilitato per combattere al fronte durante l'ultima fase della prima guerra mondiale. Nel 1985, il museo Sainte Croix di Poitiers gli dedicò una mostra retrospettiva.

## Opere

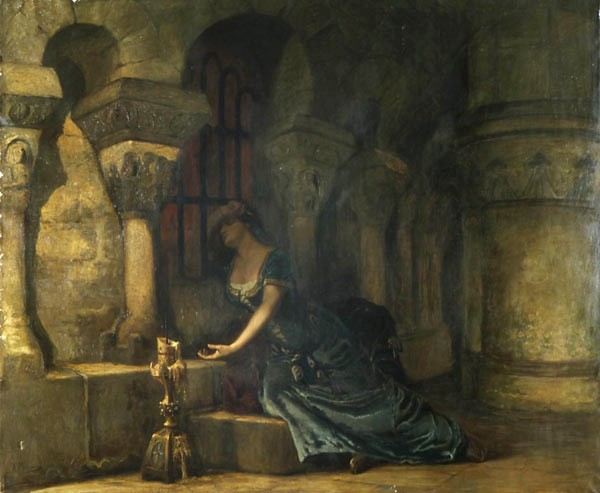
La fine di un Regno - La cripta di Saint Denis, 1911

- La pastorella (1900 circa), collezione privata
- Allegoria della Polonia (1904 circa)
- La fine di un Regno - La cripta di Saint Denis (1911), chiesa di Saint-Jean di Montmartre a Parigi
- Le nozze di Cana, La resurrezione di Lazzaro e L'ultima Cena, (1913 circa), chiesa di Saint-Jean di Montmartre a Parigi. Uno studio dell'insieme si trova nella chiesa di Saint-Laurent-des-Anges ad Avanton.

### Data sconosciuta
- Cavaliere e ninfe in una radura
- Dante e Virgilio sulle rive del Purgatorio
- La donna prigioniera
- Il rapimento di Amore